# Unión Agrarista
Unión Agrarista är en ort i Mexiko.   Den ligger i kommunen Jiquipilas och delstaten Chiapas, i den sydöstra delen av landet, 700 km sydost om huvudstaden Mexico City. Unión Agrarista ligger 583 meter över havet och antalet invånare är 761.
Terrängen runt Unión Agrarista är kuperad åt sydost, men åt nordväst är den platt. Runt Unión Agrarista är det ganska glesbefolkat, med 34 invånare per kvadratkilometer. Närmaste större samhälle är Lázaro Cárdenas, 18,5 km nordväst om Unión Agrarista. Omgivningarna runt Unión Agrarista är en mosaik av jordbruksmark och naturlig växtlighet.